# Ankylopteryx pallida
Ankylopteryx pallida är en insektsart som beskrevs av Banks 1910. Ankylopteryx pallida ingår i släktet Ankylopteryx och familjen guldögonsländor. Inga underarter finns listade i Catalogue of Life.